# 佩列赫列斯涅
48°5′57″N 24°55′26″E / 48.09917°N 24.92389°E

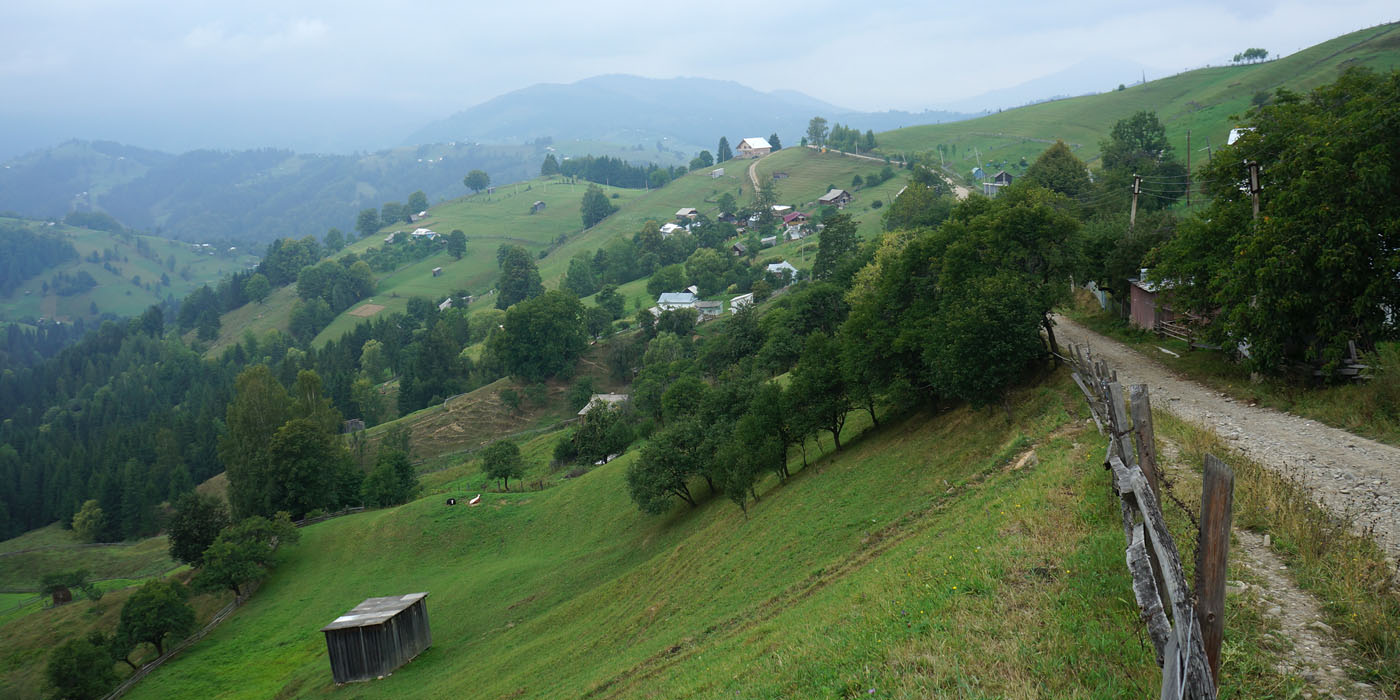

佩列赫列斯涅（烏克蘭語：Перехресне），是烏克蘭的村落，位於該國西部伊萬諾-弗蘭科夫斯克州，由韋爾霍維納區負責管轄，始建於1758年，面積72平方公里，2001年人口525，人口密度每平方公里7.29人。